# Ga Cầu Yên
Ga Cầu Yên là một nhà ga xe lửa tại xã Ninh An, thành phố Hoa Lư, tỉnh Ninh Bình. Nhà ga là một điểm trên tuyến đường sắt Bắc Nam tiếp nối sau ga Ninh Bình và trước ga Ghềnh. Lý trình ga: Km 120 + 320.